# Komańcza (gemeente)
De gemeente Komańcza is een landgemeente in het Poolse woiwodschap Subkarpaten, in powiat Sanocki.
De zetel van de gemeente is in Komańcza.
Op 30 juni 2004 telde de gemeente 5139 inwoners.

## Oppervlakte gegevens
In 2002 bedroeg de totale oppervlakte van gemeente Komańcza 455,18 km², waarvan:
- agrarisch gebied: 23%
- bossen: 69%

De gemeente beslaat 37,15% van de totale oppervlakte van de powiat.

## Demografie
Stand op 30 juni 2004:
| Omschrijving                   | Totaal | Totaal | Vrouwen | Vrouwen | Mannen | Mannen |
| ------------------------------ | ------ | ------ | ------- | ------- | ------ | ------ |
| eenheid                        | aantal | %      | aantal  | %       | aantal | %      |
| inwoners                       | 5139   | 100    | 2514    | 48,9    | 2625   | 51,1   |
| bevolkingsdichtheid (inw./km²) | 11,3   | 11,3   | 5,5     | 5,5     | 5,8    | 5,8    |

In 2002 bedroeg het gemiddelde inkomen per inwoner 1480,44 zł.

## Administratieve plaatsen (sołectwo)
- Dołżyca - Jan Łukaczów
- Czystogarb - Danuta Rymarczyk
- Komańcza - Piotr Skocki
- Łupków - Janusz Kukla
- Mików - Janusz Kaczkowski
- Moszczaniec - Mirosław Milasz
- Radoszyce - Stefan Jarosz
- Rzepedź - Halina Krogulska
  - Rada Osiedlowa - Józef Harowicz
- Smolnik - Nina Gułuszka
- Szczawne - Adam Dembicki
- Turzańsk - Andrzej Perun
- Wisłok Wielki - Wiesław Milasz
- Wola Michowa - Marian Gawłowski
- Wysoczany - Stefan Bodnik

## Aangrenzende gemeenten
Baligród, Bukowsko, Cisna, Dukla, Rymanów, Zagórz. in het zuiden Slowakije .